# فهرست بازی‌های سوپر جام اروپا
سوپرجام اروپا مسابقهٔ فوتبالی است که هر سال بین تیم‌های قهرمان لیگ قهرمانان اروپا و لیگ اروپا (که سابقاً با نام جام یوفا برگزار می‌شد) انجام می‌شود. این مسابقات در سال ۱۹۷۲ بنیان‌گذاری شد؛ تا سال ۱۹۹۹ و قبل از منحل شدن جام برندگان جام اروپا، بازی سوپرجام بین قهرمان «جام باشگاه‌های اروپا» (از سال ۱۹۹۳، لیگ قهرمانان اروپا) و قهرمان جام برندگان جام اروپا برگزار می‌شد. آخرین سوپر جام اروپا در این قالب‌بندی در سال ۱۹۹۹ و بین لاتزیو و منچستر یونایتد برگزار شد که لاتزیو ۱–۰ برنده‌شد. این مسابقه در ابتدا به‌صورت رفت و برگشتی به میزبانی هر یک از تیم‌ها در ماه‌های زمستانی برگزار می‌شد، اما از سال ۱۹۹۸ به‌صورت تک‌بازی در زمین بی‌طرف و در ماه اوت انجام می‌شود. بین سال‌های ۱۹۹۸ تا ۲۰۱۲، ورزشگاه لویی دوم در موناکو میزبان سوپر جام بود، اما از ۲۰۱۳، هر ساله در استادیوم دیگری در سراسر اروپا برگزار می‌شود.
رئال مادرید با کسب ۶ عنوان قهرمانی، موفق‌ترین تیم‌ در تاریخ این رقابت‌ها است. دو قهرمانی متوالی میلان (۱۹۸۹ و ۱۹۹۰)، آن‌ها را به عنوان نخستین تیم حفظ‌کننده سوپر جام اروپا تبدیل‌کرد. رئال مادرید دیگر تیمی بود که دو قهرمانی متوالی در سال‌های ۲۰۱۶ و ۲۰۱۷ به‌دست‌آورد. بارسلونا و رئال مادرید بیشترین حضور (نه بار) و سویا بیشترین نایب قهرمانی (شش بار) را در این رقابت دارا هستند. باشگاه‌های اسپانیایی با کسب ۱۷ عنوان، رکورددار قهرمانی در این رقابت‌ها هستند.
دارندهٔ کنونی عنوان قهرمانی این رقابت‌ها، رئال مادرید است که در سوپر جام اروپا ۲۰۲۴ توانست آتالانتا را ۲–۰ شکست دهد.

## برندگان
|  | برنده در وقت اضافه، گل طلایی یا ضربات پنالتی مشخص‌شد. |
|  | قهرمان جام باشگاه‌های اروپا/لیگ قهرمانان اروپا        |
|  | قهرمان جام در جام اروپا/جام برندگان جام اروپا        |
|  | قهرمان جام یوفا/لیگ اروپا                            |

- ستون «سال» به سال برگزاری سوپر جام و پیوند مقاله مربوط به آن مسابقه اشاره دارد.
- فینال‌های رفت و برگشتی، به‌ترتیب تاریخ برگزاری بازی در فهرست قرار گرفته‌اند.

| سال        | کشور                                                            | قهرمان           | نتیجه          | نایب قهرمان        | کشور               | محل برگزاری                       | تماشاگران  |
| ---------- | --------------------------------------------------------------- | ---------------- | -------------- | ------------------ | ------------------ | --------------------------------- | ---------- |
| ۱۹۷۳       | هلند                                                            | آژاکس آمستردام   | ۰–۱            | آ.ث. میلان         | ایتالیا            | ورزشگاه سن سیرو، میلان            | ۱۵٬۰۰۰     |
| ۱۹۷۳       | هلند                                                            | آژاکس آمستردام   | ۶–۰            | آ.ث. میلان         | ایتالیا            | ورزشگاه المپیک آمستردام، آمستردام | ۲۵٬۰۰۰     |
| ۱۹۷۳       | آژاکس در مجموع ۶ بر ۱ برنده شد.                                 |                  |                |                    |                    |                                   |            |
| ۱۹۷۴       | برگزار نشد                                                      | برگزار نشد       | برگزار نشد     | برگزار نشد         | برگزار نشد         | برگزار نشد                        | برگزار نشد |
| ۱۹۷۵\|۱۹۷۵ | اتحاد جماهیر شوروی                                              | دینامو کی‌یف      | ۱–۰            | بایرن مونیخ        | آلمان غربی         | ورزشگاه المپیک مونیخ، مونیخ       | ۳۰٬۰۰۰     |
| ۱۹۷۵\|۱۹۷۵ | اتحاد جماهیر شوروی                                              | دینامو کی‌یف      | ۲–۰            | بایرن مونیخ        | آلمان غربی         | ورزشگاه المپیسکی، کی‌یف            | ۱۱۰٬۰۰۰    |
| ۱۹۷۵\|۱۹۷۵ | دینامو کیف در مجموع ۳ بر ۰ برنده شد.                            |                  |                |                    |                    |                                   |            |
| ۱۹۷۶       | بلژیک                                                           | اندرلشت          | ۱–۲            | بایرن مونیخ        | آلمان غربی         | ورزشگاه المپیک مونیخ، مونیخ       | ۴۰٬۰۰۰     |
| ۱۹۷۶       | بلژیک                                                           | اندرلشت          | ۴–۱            | بایرن مونیخ        | آلمان غربی         | ورزشگاه لوتو پارک، آندرلشت        | ۳۲٬۰۰۰     |
| ۱۹۷۶       | اندرلشت در مجموع ۵ بر ۳ برنده شد.                               |                  |                |                    |                    |                                   |            |
| ۱۹۷۷       | انگلستان                                                        | لیورپول          | ۱–۱            | هامبورگ            | آلمان غربی         | ورزشگاه فولکسپارک، هامبورگ        | ۱۶٬۰۰۰     |
| ۱۹۷۷       | انگلستان                                                        | لیورپول          | ۶–۰            | هامبورگ            | آلمان غربی         | ورزشگاه آنفیلد، لیورپول           | ۳۴٬۹۳۱     |
| ۱۹۷۷       | لیورپول در مجموع ۷ بر ۱ برنده شد.                               |                  |                |                    |                    |                                   |            |
| ۱۹۷۸       | بلژیک                                                           | اندرلشت          | ۳–۱            | لیورپول            | انگلستان           | ورزشگاه لوتو پارک، آندرلشت        | ۳۵٬۰۰۰     |
| ۱۹۷۸       | بلژیک                                                           | اندرلشت          | ۱–۲            | لیورپول            | انگلستان           | ورزشگاه آنفیلد، لیورپول           | ۲۳٬۵۹۸     |
| ۱۹۷۸       | اندرلشت در مجموع ۴ بر ۳ برنده شد.                               |                  |                |                    |                    |                                   |            |
| ۱۹۷۹       | انگلستان                                                        | ناتینگهام فارست  | ۱–۰            | بارسلونا           | اسپانیا            | ورزشگاه سیتی گراند، ناتینگهام     | ۲۳٬۸۰۷     |
| ۱۹۷۹       | انگلستان                                                        | ناتینگهام فارست  | ۱–۱            | بارسلونا           | اسپانیا            | ورزشگاه نیوکمپ، بارسلون           | ۸۰٬۰۰۰     |
| ۱۹۷۹       | ناتینگهام فارست در مجموع ۲ بر ۱ برنده شد.                       |                  |                |                    |                    |                                   |            |
| ۱۹۸۰       | اسپانیا                                                         | والنسیا          | ۱–۲            | ناتینگهام فارست    | انگلستان           | ورزشگاه سیتی گراند، ناتینگهام     | ۱۲٬۴۶۳     |
| ۱۹۸۰       | اسپانیا                                                         | والنسیا          | ۱–۰            | ناتینگهام فارست    | انگلستان           | ورزشگاه مستایا، والنسیا           | ۲۹٬۰۳۸     |
| ۱۹۸۰       | ۲–۲ در مجموع؛ والنسیا به‌خاطر قانون گل زده در خانه حریف برنده‌شد. |                  |                |                    |                    |                                   |            |
| ۱۹۸۱       | برگزار نشد                                                      | برگزار نشد       | برگزار نشد     | برگزار نشد         | برگزار نشد         | برگزار نشد                        | برگزار نشد |
| ۱۹۸۲       | انگلستان                                                        | استون ویلا       | ۰–۱            | بارسلونا           | اسپانیا            | ورزشگاه نیوکمپ، بارسلون           | ۴۰٬۰۰۰     |
| ۱۹۸۲       | انگلستان                                                        | استون ویلا       | ۳–۰ (و.ا.)     | بارسلونا           | اسپانیا            | ورزشگاه ویلا پارک، بیرمنگام       | ۳۱٬۷۵۰     |
| ۱۹۸۲       | استون ویلا در مجموع ۳ بر ۱ برنده شد.                            |                  |                |                    |                    |                                   |            |
| ۱۹۸۳       | اسکاتلند                                                        | آبردین           | ۰–۰            | هامبورگ            | آلمان غربی         | ورزشگاه فولکسپارک، هامبورگ        | ۱۵٬۰۰۰     |
| ۱۹۸۳       | اسکاتلند                                                        | آبردین           | ۲–۰            | هامبورگ            | آلمان غربی         | ورزشگاه پیتودری، ابردین           | ۲۲٬۵۰۰     |
| ۱۹۸۳       | آبردین در مجموع ۲ بر ۰ برنده شد.                                |                  |                |                    |                    |                                   |            |
| ۱۹۸۴       | ایتالیا                                                         | یوونتوس          | ۲–۰            | لیورپول            | انگلستان           | ورزشگاه المپیک تورین، تورین       | ۵۵٬۸۳۴     |
| ۱۹۸۵       | برگزار نشد                                                      | برگزار نشد       | برگزار نشد     | برگزار نشد         | برگزار نشد         | برگزار نشد                        | برگزار نشد |
| ۱۹۸۶       | رومانی                                                          | استوا بخارست     | ۱–۰            | دینامو کی‌یف        | اتحاد جماهیر شوروی | ورزشگاه لویی دوم، موناکو          | ۸٬۴۵۶      |
| ۱۹۸۷       | پرتغال                                                          | پورتو            | ۱–۰            | آژاکس آمستردام     | هلند               | ورزشگاه المپیک آمستردام، آمستردام | ۲۷٬۰۰۰     |
| ۱۹۸۷       | پرتغال                                                          | پورتو            | ۱–۰            | آژاکس آمستردام     | هلند               | ورزشگاه داس آنتاس، پورتو          | ۵۰٬۰۰۰     |
| ۱۹۸۷       | پورتو در مجموع ۲ بر ۰ برنده شد.                                 |                  |                |                    |                    |                                   |            |
| ۱۹۸۸       | بلژیک                                                           | مشلان            | ۳–۰            | پی‌اس‌وی آیندهوون    | هلند               | ورزشگاه اشتر دو کازرنه، مشلان     | ۷٬۰۰۰      |
| ۱۹۸۸       | بلژیک                                                           | مشلان            | ۰–۱            | پی‌اس‌وی آیندهوون    | هلند               | ورزشگاه فیلیپس، آیندهوون          | ۱۷٬۱۰۰     |
| ۱۹۸۸       | مشلان در مجموع ۳ بر ۱ برنده شد.                                 |                  |                |                    |                    |                                   |            |
| ۱۹۸۹       | ایتالیا                                                         | آ.ث. میلان       | ۱–۱            | بارسلونا           | اسپانیا            | ورزشگاه نیوکمپ، بارسلون           | ۵۰٬۰۰۰     |
| ۱۹۸۹       | ایتالیا                                                         | آ.ث. میلان       | ۱–۰            | بارسلونا           | اسپانیا            | ورزشگاه سن سیرو، میلان            | ۵۰٬۰۰۰     |
| ۱۹۸۹       | میلان در مجموع ۲ بر ۱ برنده شد.                                 |                  |                |                    |                    |                                   |            |
| ۱۹۹۰       | ایتالیا                                                         | آ.ث. میلان       | ۱–۱            | سمپدوریا           | ایتالیا            | ورزشگاه لوئیجی فراری، جنوآ        | ۲۵٬۰۰۰     |
| ۱۹۹۰       | ایتالیا                                                         | آ.ث. میلان       | ۲–۰            | سمپدوریا           | ایتالیا            | ورزشگاه رناتو دلارا، بولونیا      | ۲۵٬۰۰۰     |
| ۱۹۹۰       | میلان در مجموع ۳ بر ۱ برنده شد.                                 |                  |                |                    |                    |                                   |            |
| ۱۹۹۱       | انگلستان                                                        | منچستر یونایتد   | ۱–۰            | ستاره سرخ بلگراد   | یوگسلاوی           | ورزشگاه الدترافورد، منچستر        | ۲۲٬۱۱۰     |
| ۱۹۹۲       | اسپانیا                                                         | بارسلونا         | ۱–۱            | وردر برمن          | آلمان              | وزراشتادیون، برمن                 | ۲۲٬۰۹۸     |
| ۱۹۹۲       | اسپانیا                                                         | بارسلونا         | ۲–۱            | وردر برمن          | آلمان              | ورزشگاه نیوکمپ، بارسلون           | ۷۵٬۰۰۰     |
| ۱۹۹۲       | بارسلونا در مجموع ۳ بر ۲ برنده شد.                              |                  |                |                    |                    |                                   |            |
| ۱۹۹۳       | ایتالیا                                                         | پارما            | ۰–۱            | آ.ث. میلان         | ایتالیا            | ورزشگاه انیو تاردینی، پارما       | ۸٬۰۸۳      |
| ۱۹۹۳       | ایتالیا                                                         | پارما            | ۲–۰ (و.ا.)     | آ.ث. میلان         | ایتالیا            | ورزشگاه سن سیرو، میلان            | ۲۴٬۰۷۴     |
| ۱۹۹۳       | پارما در مجموع ۲ بر ۱ برنده شد.                                 |                  |                |                    |                    |                                   |            |
| ۱۹۹۴       | ایتالیا                                                         | آ.ث. میلان       | ۰–۰            | آرسنال             | انگلستان           | ورزشگاه آرسنال، لندن              | ۳۸٬۰۴۴     |
| ۱۹۹۴       | ایتالیا                                                         | آ.ث. میلان       | ۲–۰            | آرسنال             | انگلستان           | ورزشگاه سن سیرو، میلان            | ۲۳٬۹۵۳     |
| ۱۹۹۴       | میلان در مجموع ۲ بر ۱ برنده شد.                                 |                  |                |                    |                    |                                   |            |
| ۱۹۹۵       | هلند                                                            | آژاکس آمستردام   | ۱–۱            | رئال ساراگوسا      | اسپانیا            | ورزشگاه لا روماردا، ساراگوسا      | ۱۷٬۵۰۰     |
| ۱۹۹۵       | هلند                                                            | آژاکس آمستردام   | ۴–۰            | رئال ساراگوسا      | اسپانیا            | ورزشگاه المپیک آمستردام، آمستردام | ۲۳٬۰۰۰     |
| ۱۹۹۵       | آژاکس در مجموع ۵ بر ۱ برنده شد.                                 |                  |                |                    |                    |                                   |            |
| ۱۹۹۶       | ایتالیا                                                         | یوونتوس          | ۶–۱            | پاری سن-ژرمن       | فرانسه             | ورزشگاه پارک ده پرنس، پاریس       | ۲۹٬۵۱۹     |
| ۱۹۹۶       | ایتالیا                                                         | یوونتوس          | ۳–۱            | پاری سن-ژرمن       | فرانسه             | ورزشگاه رنزو باربرا، پالرمو       | ۳۵٬۱۰۰     |
| ۱۹۹۶       | یوونتوس در مجموع ۹ بر ۲ برنده شد.                               |                  |                |                    |                    |                                   |            |
| ۱۹۹۷       | اسپانیا                                                         | بارسلونا         | ۲–۰            | بروسیا دورتموند    | آلمان              | ورزشگاه نیوکمپ، بارسلون           | ۵۰٬۰۰۰     |
| ۱۹۹۷       | اسپانیا                                                         | بارسلونا         | ۱–۱            | بروسیا دورتموند    | آلمان              | ورزشگاه وستفالن، دورتموند         | ۳۲٬۵۰۰     |
| ۱۹۹۷       | بارسلونا در مجموع ۳ بر ۱ برنده شد.                              |                  |                |                    |                    |                                   |            |
| ۱۹۹۸       | انگلستان                                                        | چلسی             | ۱–۰            | رئال مادرید        | اسپانیا            | ورزشگاه لویی دوم، موناکو          | ۱۰٬۰۰۰     |
| ۱۹۹۹       | ایتالیا                                                         | لاتزیو           | ۱–۰            | منچستر یونایتد     | انگلستان           | ورزشگاه لویی دوم، موناکو          | ۱۲٬۰۰۰     |
| ۲۰۰۰       | ترکیه                                                           | گالاتاسرای       | ۲–۱ (گل طلایی) | رئال مادرید        | اسپانیا            | ورزشگاه لویی دوم، موناکو          | ۱۵٬۰۰۰     |
| ۲۰۰۱       | انگلستان                                                        | لیورپول          | ۳–۲            | بایرن مونیخ        | آلمان              | ورزشگاه لویی دوم، موناکو          | ۱۳٬۸۲۴     |
| ۲۰۰۲       | اسپانیا                                                         | رئال مادرید      | ۳–۱            | فاینورد            | هلند               | ورزشگاه لویی دوم، موناکو          | ۱۸٬۲۸۴     |
| ۲۰۰۳       | ایتالیا                                                         | آ.ث. میلان       | ۱–۰            | پورتو              | پرتغال             | ورزشگاه لویی دوم، موناکو          | ۱۶٬۸۸۵     |
| ۲۰۰۴       | اسپانیا                                                         | والنسیا          | ۲–۱            | پورتو              | پرتغال             | ورزشگاه لویی دوم، موناکو          | ۱۷٬۲۹۲     |
| ۲۰۰۵       | انگلستان                                                        | لیورپول          | ۳–۱ (و.ا.)     | زسکا مسکو          | روسیه              | ورزشگاه لویی دوم، موناکو          | ۱۷٬۰۴۲     |
| ۲۰۰۶       | اسپانیا                                                         | سویا             | ۳–۰            | بارسلونا           | اسپانیا            | ورزشگاه لویی دوم، موناکو          | ۱۷٬۴۸۰     |
| ۲۰۰۷       | ایتالیا                                                         | آ.ث. میلان       | ۳–۱            | سویا               | اسپانیا            | ورزشگاه لویی دوم، موناکو          | ۱۷٬۸۲۲     |
| ۲۰۰۸       | روسیه                                                           | زنیت سن پترزبورگ | ۲–۱            | منچستر یونایتد     | انگلستان           | ورزشگاه لویی دوم، موناکو          | ۱۸٬۰۶۴     |
| ۲۰۰۹       | اسپانیا                                                         | بارسلونا         | ۱–۰ (و.ا.)     | شاختار دونتسک      | اوکراین            | ورزشگاه لویی دوم، موناکو          | ۱۷٬۷۳۸     |
| ۲۰۱۰       | اسپانیا                                                         | اتلتیکو مادرید   | ۲–۰            | اینتر میلان        | ایتالیا            | ورزشگاه لویی دوم، موناکو          | ۱۷٬۲۶۵     |
| ۲۰۱۱       | اسپانیا                                                         | بارسلونا         | ۲–۰            | پورتو              | پرتغال             | ورزشگاه لویی دوم، موناکو          | ۱۸٬۰۴۸     |
| ۲۰۱۲       | اسپانیا                                                         | اتلتیکو مادرید   | ۴–۱            | چلسی               | انگلستان           | ورزشگاه لویی دوم، موناکو          | ۱۴٬۱۳۲     |
| ۲۰۱۳       | آلمان                                                           | بایرن مونیخ      | ۲–۲ (و.ا.)     | چلسی               | انگلستان           | ورزشگاه سینوبو، پراگ              | ۱۷٬۶۸۶     |
| ۲۰۱۴       | اسپانیا                                                         | رئال مادرید      | ۲–۰            | سویا               | اسپانیا            | ورزشگاه کاردیف سیتی، کاردیف       | ۳۰٬۸۵۴     |
| ۲۰۱۵       | اسپانیا                                                         | بارسلونا         | ۵–۴ (و.ا.)     | سویا               | اسپانیا            | ورزشگاه دینامو آرنا، تفلیس        | ۵۱٬۹۴۰     |
| ۲۰۱۶       | اسپانیا                                                         | رئال مادرید      | ۳–۲ (و.ا.)     | سویا               | اسپانیا            | ورزشگاه لرکندال، تروندهایم        | ۱۷٬۹۳۹     |
| ۲۰۱۷       | اسپانیا                                                         | رئال مادرید      | ۲–۱            | منچستر یونایتد     | انگلستان           | ورزشگاه فیلیپ دوم، اسکوپیه        | ۳۰٬۴۲۱     |
| ۲۰۱۸       | اسپانیا                                                         | اتلتیکو مادرید   | ۴–۲ (و.ا.)     | رئال مادرید        | اسپانیا            | ورزشگاه آ. له کوک آرنا، تالین     | ۱۲٬۴۲۴     |
| ۲۰۱۹       | انگلستان                                                        | لیورپول          | ۲–۲ (و.ا.)     | چلسی               | انگلستان           | ورزشگاه وودافون پارک، استانبول    | ۳۸٬۴۳۴     |
| ۲۰۲۰       | آلمان                                                           | بایرن مونیخ      | ۲–۱ (و.ا.)     | سویا               | اسپانیا            | ورزشگاه فرنتس پوشکاش، بوداپست     | ۱۵٬۱۸۰     |
| ۲۰۲۱       | انگلستان                                                        | چلسی             | ۱–۱ (و.ا.)     | ویارئال            | اسپانیا            | ورزشگاه ویندزور پارک، بلفاست      | ۱۰٬۴۳۵     |
| ۲۰۲۲       | اسپانیا                                                         | رئال مادرید      | ۲–۰            | آینتراخت فرانکفورت | آلمان              | ورزشگاه المپیک هلسینکی، هلسینکی   | ۳۱٬۰۴۲     |
| ۲۰۲۳       | انگلستان                                                        | منچستر سیتی      | ۱–۱            | سویا               | اسپانیا            | ورزشگاه کارایسکاکیس، آتن          | ۲۹٬۲۰۷     |
| ۲۰۲۴       | اسپانیا                                                         | رئال مادرید      | ۲–۰            | آتالانتا           | ایتالیا            | ورزشگاه ملی ورشو، ورشو، لهستان    | ۵۶٬۰۴۲     |

## عملکردها

### بر پایهٔ باشگاه
| باشگاه             | قهرمان | نایب‌قهرمان | سال‌های قهرمانی                     | سال‌های نایب‌قهرمانی                 |
| ------------------ | ------ | ---------- | ---------------------------------- | ---------------------------------- |
| رئال مادرید        | ۶      | ۳          | ۲۰۰۲، ۲۰۱۴، ۲۰۱۶، ۲۰۱۷، ۲۰۲۲، ۲۰۲۴ | ۱۹۹۸، ۲۰۰۰، ۲۰۱۸                   |
| بارسلونا           | ۵      | ۴          | ۱۹۹۲، ۱۹۹۷، ۲۰۰۹، ۲۰۱۱، ۲۰۱۵       | ۱۹۷۹، ۱۹۸۲، ۱۹۸۹، ۲۰۰۶             |
| آ.ث. میلان         | ۵      | ۲          | ۱۹۸۹، ۱۹۹۰، ۱۹۹۴، ۲۰۰۳، ۲۰۰۷       | ۱۹۷۳، ۱۹۹۳                         |
| لیورپول            | ۴      | ۲          | ۱۹۷۷، ۲۰۰۱، ۲۰۰۵، ۲۰۱۹             | ۱۹۷۸، ۱۹۸۴                         |
| اتلتیکو مادرید     | ۳      | ۰          | ۲۰۱۰، ۲۰۱۲، ۲۰۱۸                   | —                                  |
| چلسی               | ۲      | ۳          | ۱۹۹۸، ۲۰۲۱                         | ۲۰۱۲، ۲۰۱۳، ۲۰۱۹                   |
| بایرن مونیخ        | ۲      | ۳          | ۲۰۱۳، ۲۰۲۰                         | ۲۹۷۵، ۱۹۷۶، ۲۰۰۱                   |
| آژاکس آمستردام     | ۲      | ۱          | ۱۹۷۳، ۱۹۹۵                         | ۱۹۸۷                               |
| اندرلشت            | ۲      | ۰          | ۱۹۷۶، ۱۹۷۸                         | —                                  |
| والنسیا            | ۲      | ۰          | ۱۹۸۰، ۲۰۰۴                         | —                                  |
| یوونتوس            | ۲      | ۰          | ۱۹۸۴، ۱۹۹۶                         | —                                  |
| سویا               | ۱      | ۶          | ۲۰۰۶                               | ۲۰۰۷، ۲۰۱۴، ۲۰۱۵، ۲۰۱۶، ۲۰۲۰، ۲۰۲۳ |
| پورتو              | ۱      | ۳          | ۱۹۸۷                               | ۲۰۰۳، ۲۰۰۴، ۲۰۱۱                   |
| منچستر یونایتد     | ۱      | ۳          | ۱۹۹۱                               | ۱۹۹۹، ۲۰۰۸، ۲۰۱۷                   |
| دینامو کی‌یف        | ۱      | ۱          | ۱۹۷۵                               | ۱۹۸۶                               |
| ناتینگهام فارست    | ۱      | ۱          | ۱۹۷۹                               | ۱۹۸۰                               |
| استون ویلا         | ۱      | ۰          | ۱۹۸۲                               | —                                  |
| آبردین             | ۱      | ۰          | ۱۹۸۳                               | —                                  |
| استوا بخارست       | ۱      | ۰          | ۱۹۸۶                               | —                                  |
| مشلان              | ۱      | ۰          | ۱۹۸۸                               | —                                  |
| پارما              | ۱      | ۰          | ۱۹۹۳                               | —                                  |
| لاتزیو             | ۱      | ۰          | ۱۹۹۹                               | —                                  |
| گالاتاسرای         | ۱      | ۰          | ۲۰۰۰                               | —                                  |
| زنیت سن پترزبورگ   | ۱      | ۰          | ۲۰۰۸                               | —                                  |
| منچستر سیتی        | ۱      | ۰          | ۲۰۲۳                               | —                                  |
| هامبورگ            | ۰      | ۲          | —                                  | ۱۹۷۷، ۱۹۸۳                         |
| پی‌اس‌وی آیندهوون    | ۰      | ۱          | —                                  | ۱۹۸۸                               |
| سمپدوریا           | ۰      | ۱          | —                                  | ۱۹۹۰                               |
| ستاره سرخ بلگراد   | ۰      | ۱          | —                                  | ۱۹۹۱                               |
| وردر برمن          | ۰      | ۱          | —                                  | ۱۹۹۲                               |
| آرسنال             | ۰      | ۱          | —                                  | ۱۹۹۴                               |
| رئال ساراگوسا      | ۰      | ۱          | —                                  | ۱۹۹۵                               |
| پاری سن-ژرمن       | ۰      | ۱          | —                                  | ۱۹۹۶                               |
| بروسیا دورتموند    | ۰      | ۱          | —                                  | ۱۹۹۷                               |
| فاینورد            | ۰      | ۱          | —                                  | ۲۰۰۲                               |
| زسکا مسکو          | ۰      | ۱          | —                                  | ۲۰۰۵                               |
| شاختار دونتسک      | ۰      | ۱          | —                                  | ۲۰۰۹                               |
| اینتر میلان        | ۰      | ۱          | —                                  | ۲۰۱۰                               |
| ویارئال            | ۰      | ۱          | —                                  | ۲۰۲۱                               |
| آینتراخت فرانکفورت | ۰      | ۱          | —                                  | ۲۰۲۲                               |
| آتالانتا           | ۰      | ۱          | —                                  | ۲۰۲۴                               |

### بر پایهٔ کشور
| ملیت               | قهرمان | نائب قهرمان | مجموع |
| ------------------ | ------ | ----------- | ----- |
| اسپانیا            | ۱۷     | ۱۵          | ۳۲    |
| انگلستان           | ۱۰     | ۱۰          | ۲۰    |
| ایتالیا            | ۹      | ۵           | ۱۴    |
| بلژیک              | ۳      | ۰           | ۳     |
| آلمان              | ۲      | ۸           | ۱۰    |
| هلند               | ۲      | ۳           | ۵     |
| پرتغال             | ۱      | ۳           | ۴     |
| روسیه              | ۱      | ۱           | ۲     |
| اتحاد جماهیر شوروی | ۱      | ۱           | ۲     |
| رومانی             | ۱      | ۰           | ۱     |
| اسکاتلند           | ۱      | ۰           | ۱     |
| ترکیه              | ۱      | ۰           | ۱     |
| فرانسه             | ۰      | ۱           | ۱     |
| اوکراین            | ۰      | ۱           | ۱     |
| یوگسلاوی           | ۰      | ۱           | ۱     |

### بر پایهٔ نوع جام قهرمانی
| جام                   | تعداد قهرمانی | تعداد نایب قهرمانی |
| --------------------- | ------------- | ------------------ |
| لیگ قهرمانان اروپا    | ۲۹            | ۲۰                 |
| جام برندگان جام اروپا | ۱۲            | ۱۲                 |
| لیگ اروپا             | ۸             | ۱۷                 |

### عمومی
- Stokkermans, Karel (24 September 2010). "European Super Cup". Rec. Sport. Soccer Statistics Foundation (RSSSF). Retrieved 28 February 2012.

### اختصاصی
1. 1 2  "Competition format". Union of European Football Associations (UEFA). Archived from the original on 27 December 2020. Retrieved 28 February 2012.
2. ↑  Josef, Ladislav (17 June 2011). "Prague celebrates 2013 Super Cup honour". UEFA.com. Union of European Football Associations. Archived from the original on 1 July 2018. Retrieved 31 May 2013.
3. ↑  "UEFA EURO 2020, UEFA Super Cup decisions". UEFA.com. Union of European Football Associations. 30 June 2012. Archived from the original on 1 June 2013. Retrieved 31 May 2013.
4. ↑  Stokkermans, Karel (11 August 2022). "European Super Cup". Rec. Sport. Soccer Statistics Foundation (RSSSF). Retrieved 10 November 2022.
5. ↑  "UEFA Super Cup History". UEFA.com. Union of European Football Associations. Retrieved 10 November 2022.
6. 1 2  "Club competition winners do battle". Union of European Football Associations (UEFA). Archived from the original on 1 July 2010. Retrieved 28 February 2012.
7. ↑  Angelo Caroli (16 January 1985). "Stasera la Supercoppa, poi quella dei Campioni per fare un bel "poker"" (به ایتالیایی). La Stampa. p. 13. Archived from the original on 12 December 2020. Retrieved 27 December 2020.
8. ↑  Woods, Tom (2015-11-14). "Everton FC: The forgotten game of the 1985/86 UEFA Super Cup". Liverpool Echo. Archived from the original on 27 June 2018. Retrieved 2018-05-04.
9. ↑  "1986: Hagi style stirs Steaua". UEFA.com. Union of European Football Associations. Archived from the original on 27 May 2020. Retrieved 13 May 2020.
10. ↑  "1991: McClair makes United's day". Union of European Football Associations (UEFA). Archived from the original on 27 December 2020. Retrieved 13 May 2020.
11. ↑  "1993: Crippa wins it for Parma". Union of European Football Associations (UEFA). Archived from the original on 27 May 2020. Retrieved 13 May 2020.
12. ↑  James, Andy (30 August 2013). "Bayern defeat Chelsea on penalties in Super Cup". Union of European Football Associations (UEFA). Archived from the original on 1 September 2013. Retrieved 31 August 2013.
13. ↑  "Istanbul to host 2020 UEFA Champions League Final". UEFA.com. Union of European Football Associations. 24 May 2018. Archived from the original on 25 November 2020. Retrieved 24 May 2018.
14. ↑  "UEFA competitions to resume in August". UEFA.com. Union of European Football Associations. 17 June 2020. Archived from the original on 25 August 2020. Retrieved 17 June 2020.
15. ↑  "Budapest to host 2022 UEFA Europa League Final". UEFA.com. Union of European Football Associations. 2 March 2020. Retrieved 2 March 2020.
16. ↑  "New formats for UEFA men's national team competitions approved". UEFA.com. Union of European Football Associations. 25 January 2023. Retrieved 25 January 2023.
17. ↑  "Warsaw to host 2024 UEFA Super Cup". UEFA.com. Union of European Football Associations. 26 September 2023. Retrieved 26 September 2023.